# Alvin Anger

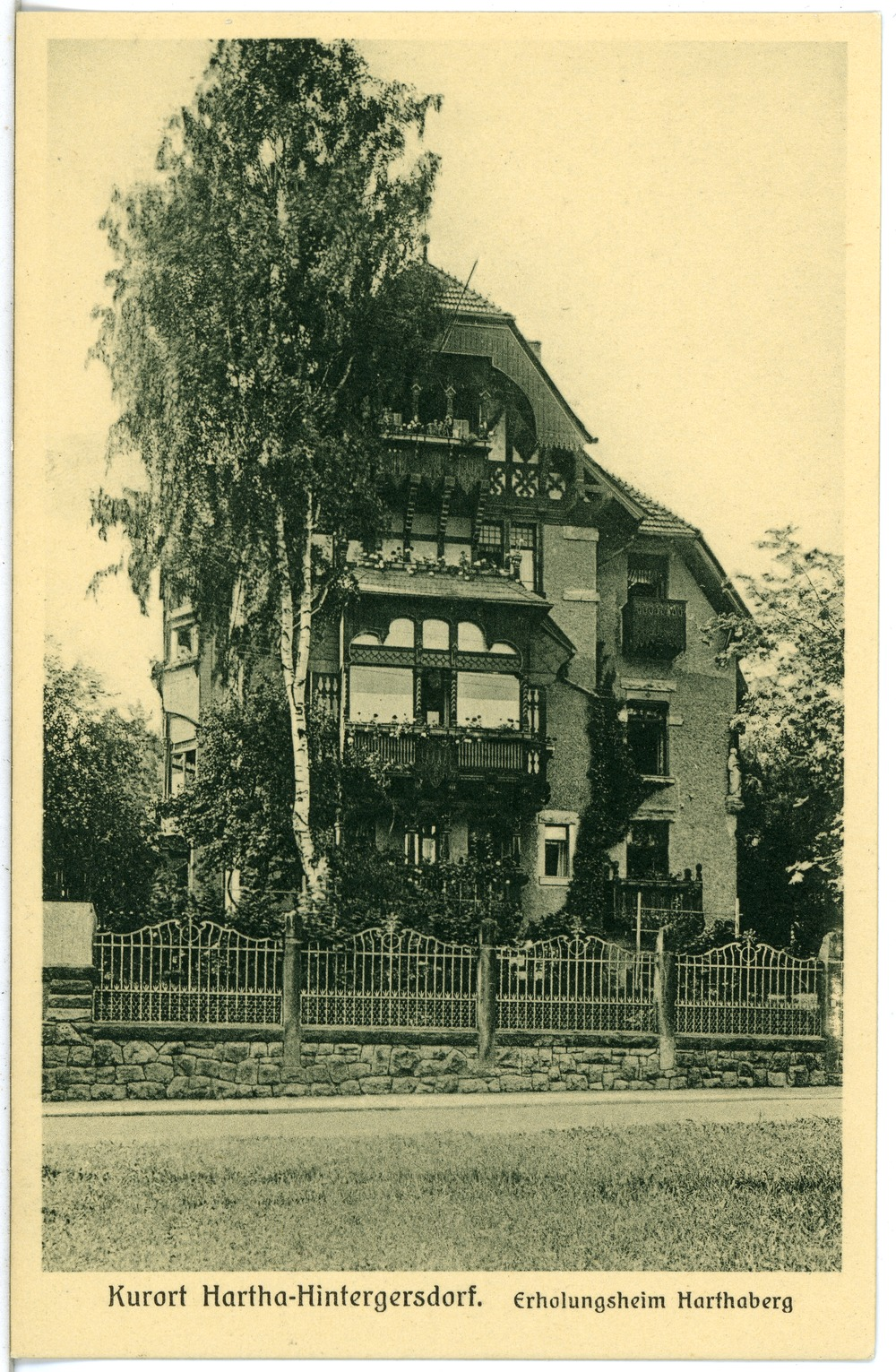
Villa Anger als Erholungsheim Villa Harthaberg im Kurort Hartha (1927)

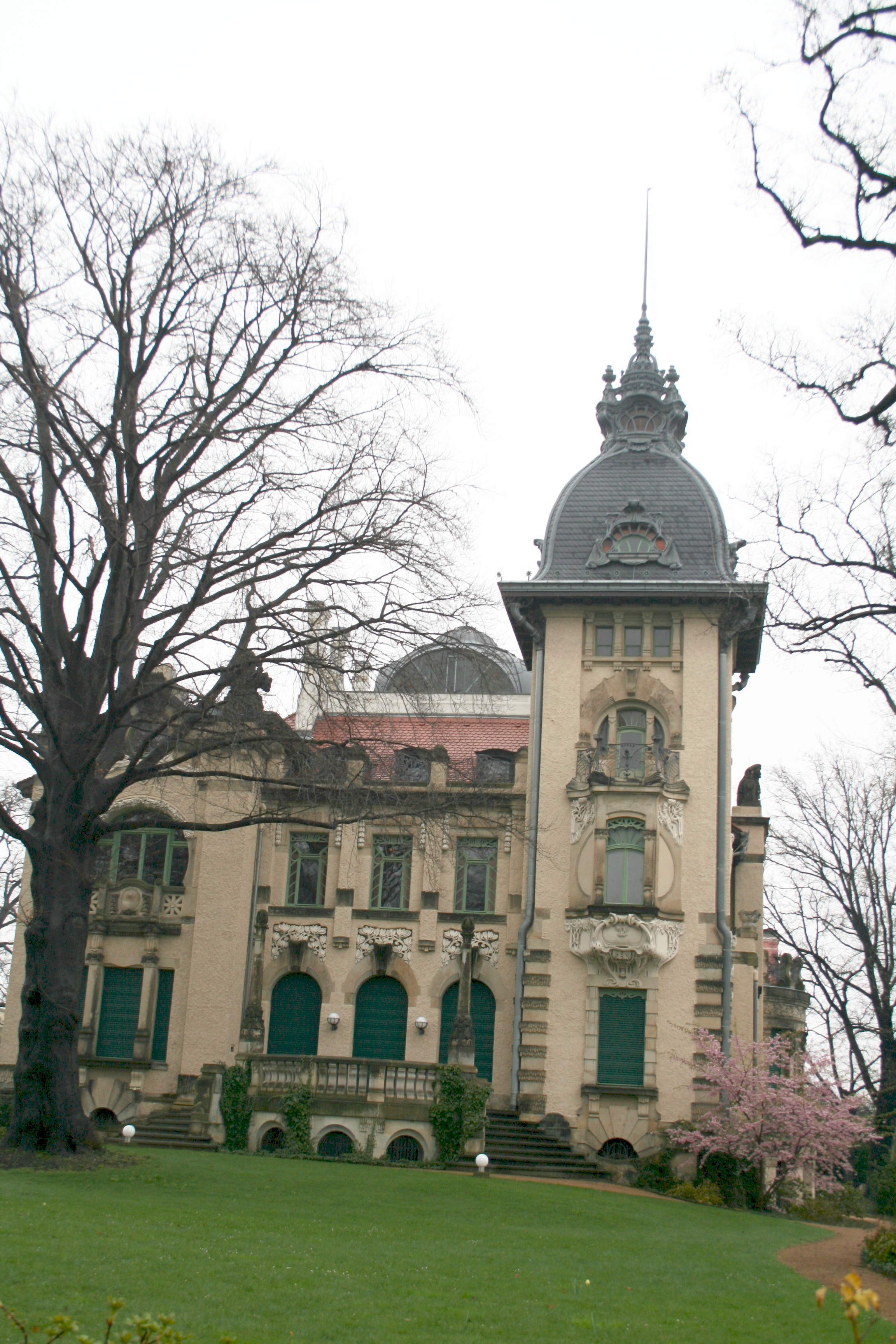
Villa Weigang in Bautzen (2010)

Alvin Anger (* 29. November 1859 in Hamburg; † 1924 in Lindau-Hoyren; vollständiger Name: Alvin Louis Christoph Anger) war ein deutscher Architekt und Hochschullehrer.

## Leben und Werk
Anger studierte an der Baugewerk- und Gewerbeschule in Hamburg sowie später an der Technischen Hochschule Stuttgart. Er arbeitete danach bis 1893 im Architekturbüro Pfeifer & Händel  in Leipzig, wo 1889–1899 auch der Leipziger Jugendstil-Architekt Paul Möbius tätig war, und anschließend im Architekturbüro Polster & Höhne. 1894 wurde er Professor für Schattenlehre, Perspektive und Architektur an der Kunstgewerbeschule Dresden. Er leitete dort die Allgemeine Abteilung Perspektive-Geometrie und beschäftigte sich neben architektonischen Aufgaben vor allem mit Innendekoration und Kunstgewerbe. Bekannt wurde Anger auch durch sein 1911 in Dresden erschienenes Neues Lehrbuch der Perspektive, in dem er die Perspektive als „unstreitig die grundlegende und daher unentbehrlichste Wissenschaft für alle bildenden Künste“ bezeichnet. 1902 nahm er an der Deutsch-Nationalen Kunstausstellung im Rahmen der Industrie- und Gewerbeausstellung Düsseldorf mit mehreren Villenentwürfen und seinem Wettbewerbsentwurf für das Provinzialmuseum Hannover teil.
Unter den ausgeführten Bauten werden besonders die Villa Weigang, Weigangstraße 1 in Bautzen, und sein eigenes Landhaus Villa Anger, Am Hartheberg 23 im Kurort Hartha, hervorgehoben. Bereits 1901 kaufte Anger das Harthaer Grundstück von dem Dresdner Karl Richard Fritzsche, der es 1899 vom königlich sächsischen Privatfiskus (heute Staatswald) erworben hatte. Während das Äußere der hoch aufragenden Villa im Jugendstil gestaltet ist, findet man im Innern u. a. auch neogotische, neobarocke und maurische sowie tudorianische Stilelemente. Die Hauptattraktion war einst ohne Zweifel der heute nicht mehr in dieser Form erhaltene Speisesaal als verkleinerte Ausführung des Spiegelsaals von Versailles. Anger wohnte dort bis 1919. Der Dresdner Großkaufmann Emil Wagner wurde 1921 Eigentümer der Villa, die in einem Ortsprospekt von 1924 als Villa Harthaberg bezeichnet und an die Deutsche Reichsbahn verkauft wurde, die sie bis 1993, zuletzt als Kurheim „Otto Rehschuh“, nutzte. Seit 2001 dient die Villa als privates Mehrfamilienwohnhaus.
Anger war Mitglied im Dresdener Architekten-Verein und im Sächsischen Ingenieur- und Architekten-Verein. Er starb 1924 in Lindau-Hoyren am Bodensee.

## Werk

### Bauten

#### Als Mitarbeiter bei Pfeifer & Händel
- 1890: Villa Dürfeld  in Einsiedel bei Chemnitz
- 1890–1891: Villa Hilda für den Unternehmer Adolf Bleichert (1845–1901), seit 1956 Heinrich-Budde-Haus, in Leipzig-Gohlis

#### Als Mitarbeiter bei Polster & Höhne
- 1893: Wettbewerbsentwurf für die Stadtbibliothek in Bremen (nicht ausgeführt)
- 1894: Wettbewerbsentwurf für das Neue Rathaus in (Wuppertal-) Elberfeld

#### In selbständiger Tätigkeit
- 1895: Wettbewerbsentwurf für das Provinzialmuseum in Hannover (gemeinsam mit dem Leipziger Architekten Heinrich Rust; prämiert mit einem von zwei 3. Preisen)[4]
- 1901–1902: Villa Anger, ab 1924 Villa Harthaberg, im Kurort Hartha
- 1902–1903: Villa Weigang in Bautzen

### Ölgemälde
- Verschneite Winterlandschaft
- Seelandschaft um Berlin mit Föhrenwald
- Räumung des Klosters Alpirsbach durch schwedische Kohorte im Dreißigjährigen Krieg

### Schriften
- Neues Lehrbuch der Perspektive. Kühtmann, Dresden 1911.